# Risoluzioni di Liberty Point
Le Risoluzioni di Liberty Point, note anche come The Cumberland Association, furono delle risoluzioni firmate da cinquanta residenti della Contea di Cumberland, nella Carolina del Nord, all'inizio della Rivoluzione Americana.

## Contenuto
Il 20 giugno 1775, questi Patrioti, che si erano riuniti in un gruppo noto semplicemente come "The Association", si incontrarono alla taverna di Lewis Barge a Cross Creek (oggi parte di Fayetteville) per firmare un documento di protesta contro le azioni della Gran Bretagna dopo le battaglie di Lexington e Concord. I firmatari auspicavano una riconciliazione tra la Gran Bretagna e le colonie, ma giuravano, se necessario, di
Le risoluzioni non erano quindi una dichiarazione di indipendenza - la richiesta pubblica di separazione dalla Gran Bretagna non sarebbe diventata un tema diffuso fino al 1776.
Il periodo della Rivoluzione Americana fu un momento di divisione delle lealtà politiche nella Contea di Cumberland, e una parte considerevole della popolazione, in particolare gli scozzesi delle Highlands emigrati nel 1739, erano fermamente fedeli alla Corona Britannica. Tra loro la famosa eroina scozzese Flora MacDonald. Le risoluzioni di Liberty Point seguirono le simili Risoluzioni di Mecklenburg di un solo mese e precedettero la Dichiarazione d'indipendenza degli Stati Uniti d'America di poco più di un anno.

## Testo
Il testo delle risoluzioni:
Resolved, That the following Association stand as the Association of this Committee, and that it be recommended to the inhabitants of this District to sign the same as speedily as possible.
THE ASSOCIATION.
The actual commencement of hostilities against the Continent by the British Troops, in the bloody scene on the nineteenth of April last, near Boston; the increase of arbitrary impositions, from a wicked and despotick Ministry; and the dread of instigated insurrections in the Colonies, are causes sufficient to drive an oppressed People to the use of arms: We, therefore, the subscribers of Cumberland County, holding ourselves bound by that most sacred of all obligations, the duty of good citizens towards an injured Country, and thoroughly convinced that under our distressed circumstances we shall be justified before you in resisting force by force; do unite ourselves under every tie of religion and honour, and associate as a band in her defence against every foe; hereby solemnly engaging, that whenever our Continental or Provincial Councils shall decree it necessary, we will go forth and be ready to sacrifice our lives and fortunes to secure her freedom and safety. This obligation to continue in full force until, a reconciliation shall take place between Great Britain and America, upon constitutional principles, an event we most ardently desire. And we will hold all those persons inimical to the liberty of the Colonies who shall refuse to subscribe to this Association; and we will in all things follow the advice of our General Committee, respecting the purposes aforesaid, the preservation of peace and good order, and the safety of individual and private property.»
Si è deciso che la seguente Associazione funga da Associazione di questo Comitato, e che venga raccomandata agli abitanti di questo Distretto di firmarla il più presto possibile.
L'ASSOCIAZIONE.
L'effettivo inizio delle ostilità contro il Continente da parte delle truppe britanniche, nella sanguinosa scena del 19 aprile scorso, vicino a Boston; l'aumento delle imposizioni arbitrarie, da parte di un Ministero malvagio e dispotico; e il timore di insurrezioni fomentate nelle Colonie, sono cause sufficienti a spingere un popolo oppresso all'uso delle armi: Noi, pertanto, sottoscrittori della Contea di Cumberland, ritenendoci vincolati da quel sacrosanto dovere di buoni cittadini verso una Patria ferita, e pienamente convinti che nelle nostre angosciose circostanze saremo giustificati di fronte a voi nel resistere alla forza con la forza; ci uniamo sotto ogni vincolo di religione e onore, e ci associamo come banda in sua difesa contro ogni nemico; impegnandoci solennemente, che ogniqualvolta i nostri Consigli Continentali o Provinciali lo decreteranno necessario, saremo pronti a sacrificare le nostre vite e le nostre fortune per garantire la sua libertà e sicurezza. Questo obbligo rimarrà in vigore fino a quando non avrà luogo una riconciliazione tra Gran Bretagna e America, su principi costituzionali, evento che desideriamo ardentemente. E terremo per inimici della libertà delle Colonie coloro che rifiuteranno di sottoscrivere a questa Associazione; e seguiremo in ogni cosa il consiglio del nostro Comitato Generale, per quanto riguarda i suddetti scopi, la salvaguardia della pace e del buon ordine, e la sicurezza della proprietà individuale e privata.»